# Ёрюзмек
Ёрюзмек — центральная фигура карачаево-балкарского нартского эпоса, предводитель (князь) нартов, родившийся из упавшей на землю кометы, выросший среди людей и затем вновь вернувшийся на небо.

## Мифология
Согласно сюжету эпоса, с неба прилетела «огромная хвостатая звезда, ярко освещая весь мир». Эта звезда, пролетев по небу, упала между двух огромных гор, где её обнаружил первый кузнец Дебет (Деуэт). В середине «огромной ямы» лежал расколовшийся надвое «прилетевший большой синий камень». Внутри его лежал младенец.
Этот младенец, крепко обхватив шею громадной волчицы, сосал её молоко.
Дебет взял мальчика и отправился в страну нартов. Но по дороге он завернул к бездетному пастуху Схуртуку и его жене Асеней. Когда он поведал им историю мальчика, они сказали:
— У тебя и так есть девятнадцать сыновей, зачем тебе ещё этот волчий выкормыш? Оставь его нам. Дебет не мог отказать Схуртуку и Асеней в их просьбе и оставил младенца.
Мальчика сперва называли бёрю сюммек «волчий выкормыш», а со временем, когда он вырос, его стали называть Ёрюзмеком.
Позже Дебет переплавил оба обломка камня, упавшего с неба и содержавшего младенца Ёрюзмека. И выковал из этого железа для героя его знаменитый меч.

## Супруга
Жена нарта Ёрюзмека — Сатанай-бийче, дочь солнца и луны, похищенная драконом и спасённая Ёрюзмеком. Как и в эпосах других народов, она воплощает в себе мудрость и женственность, она носит гордое имя матери всех нартов. Женщина не раз спасает нартов-мужчин и даже мудрого Ёрюзмека. 

## Первый подвиг юного Ёрюзмека
По легенде, во времена нартов жило некое могучее существо по имени Рыжий Фук. Он жил то на земле, то на небе, где у него был хрустальный дворец. Ездил он верхом на драконе. Нарты, при всей их храбрости, были вынуждены подчиняться Фуку и платить ему дань. Когда Фук находился на небе, он спускал на железных цепях оттуда, с неба, на землю большие котлы. А нарты наполняли их разнообразной снедью и отправляли обратно. Однажды Фук наведался и к маленькому Ёрюзмеку и силой забрал у него 12 овец. Когда Ёрюзмек стал возражать, Фук хлестнул его плетью и уехал со своими приспешниками. Тогда Ёрюзмек поклялся отомстить Фуку. В сказании «Как нарт Ёрюзмек убил красноликого рыжебородого Фука» Ёрюзмек, воспользовавшись мудрым советом Сатанай, убивает
чудище алмосту и, облачившись в её шкуру, заставляет Фука бежать «до заоблачной мглы», а впоследствии обезглавливает его в собственном небесном логове. После Ёрюзмек вернулся к нартам, и те за его подвиг избрали молодого нарта своим предводителем.

## Имя
Этимология личного имени карачаево-балкарского нартского героя Ёрюзмека полностью согласуется с легендами о его появлении изнутри хвостатой огненной звезды: Ёр — высота, вершина, верх + юзмек — сорванный, оторванный (но в субстантивной форме, которую русский перевод не предполагает) (юз- рвать, отрывать). Суффикс -мек/-макъ — образует из глаголов имена существительные. Он может добавляться к глагольному корню или основе.

### Исторические параллели
Известна печать аланского эксусиократора Росмика, упомянутого в «Алексиаде» Анны Комниной в связи с его участием в отражении норманнской агрессии в Эпире, на которой его имя можно прочитать как Orosmikes/Оросмик, что сближает написание до степени совпадения с именем нартского героя.
Кузнец Дебет имеет 19 сыновей, как и библейский Давид. Из-за отсутствия звука «в» в карачаево-балкарском языке имя Давид (др.-евр. деувед – любимый) легко могло превратиться в Дебет (Деуэт).